# Gare de Kashii
La gare de Kashii (香椎駅, Kashii-eki) est une gare ferroviaire de la ville de Fukuoka, dans la préfecture du même nom au Japon. Elle est exploitée par la  compagnie JR Kyushu.

## Situation ferroviaire
La gare de Kashii est située au point kilométrique (PK) 69,8 km de la ligne principale Kagoshima et au PK 12,9 de la ligne Kashii.

## Histoire
La gare a été inaugurée le 28 septembre 1890.

## Service des voyageurs

### Accueil
La gare dispose d'un bâtiment voyageurs ouvert tous les jours, avec des guichets et des automates pour l'achat de titres de transport.

### Desserte
- Ligne principale Kagoshima :
  - voie 1 : direction Kurosaki et Kokura
  - voie 2 : direction Hakata et Kurume

- Ligne Kashii :
  - voies 3 et 4 : direction Umi
  - voies 3 et 5 : direction Saitozaki